# سیستم درجه‌بندی یوسیمیتی
سیستم درجه‌بندی یوسیمیتی یک سیستم مورد استفاده در اغلب کشورهای جهان به منظور تعیین درجه سختی مسیرهای صعود سنگ‌نوردی می‌باشد. این سیستم از ۳ بخش اصلی تشکیل شده:درجه (به انگلیسی: YDS grade)، کلاس (به انگلیسی: YDS class) و سطح امنیت (به انگلیسی: YDS protection rating).

## درجه
درجه I: یک تا 2 ساعت صعود
درجه II: صعود کمتر از نصف روز (3 الی 5 ساعت)
درجه III: صعود نصف روز (5 الی 8 ساعت)
درجه IV: یک روز کامل
درجه V:دو روز برای یک تیم معمولی یا یک روز برای یک تیم قوی
درجه VI: یش از دو روز تا یک هفته
درجه VII: بیش از یک هفته
درجه برای کوهنوردی و صعود دیواره‌های بلند و برای سنگنوردی اسپورت مورد استفاده قرار نمی‌گیرد.

## کلاس
۵ کلاس مختلف کلی برای این سیستم درجه‌بندی ارائه شده که توسط باشگاه سیرا (به انگلیسی: Sierra Club) در خلال صعودهای ورزشیشان در دهه ۱۹۳۰ در ارتفاعات سیرا نوادا تعریف شده‌اند.
کلاس ۱: پیاده‌روی بی‌خطر روی سطح مسطح
کلاس ۲: پیاده‌روی روی شیب ملایم و احتمال استفاده بعید از دست‌ها
کلاس ۳: کوهپیمایی با احتمال استفاده از دست‌ها و احتمال استفاده کم از طناب
کلاس ۴: کوهنوردی از مسیر با شیب زیاد و احتمال استفاده از طناب و احتمال خطر زیاد
کلاس ۵: سنگ‌نوردی کامل با اسفاده از طناب و سایر امکانات حمایتی. نیازمند حمایت کامل به منظور جلوگیری از سقوط مرگبار سنگ‌نورد.
در کلاس ۵ به مرور اعدادی اعشاری از ۸ تا ۱۵ به آن اضافه شده که این اعداد با پیشرفت سنگ‌نوردان و صعود مسیرهای سخت‌تر تکمیل شده‌است و از ۱۰ به بعد یک پسوند به صورت a،b،c،d به عنوان سطح سختی در آن کلاس می‌توان به آن اضافه نمود. امروزه سخت‌ترین مسیری که یک سنگ‌نورد توانسته صعود کند (بنابر تشخیص شخصی وی) دارای درجه 5.15b بوده که توسط آدام اوندرا سنگنورد جوان اهل جمهوری چک در آوریل ۲۰۱۱ به ثبت رسیده است.
باشگاه سیرا کلاس ۶ را نیز صرفاً برای صعود مصنوعی تعریف کرده که کاربرد چندانی ندارد و برای درجه‌بندی سختی  این قبیل صعودها از سیستم درجه‌بندی متفاوتی استفاده می‌شود که رایجتر است.

## سطح امنیت
این مورد بر اساس سطح امنیت لوازم مورد استفاده قرار گرفته و مهارت حمایتچی تعریف می‌شود. این درجات با الهام از درجات تعریف شده توسط سیستم درجه‌بندی فیلم‌ها توسط انجمن تصاویر متحرک آمریکا برای فیلم‌ها معرفی شده‌است.
G – حمایت خوب و بی‌نقص
PG – نسبتاً خوب، شرایط محیطی چندان مساعد نیست
PG13 - احتمال سقوط کم و در صورت بروز صدمه ناچیز است
R – حمایت بد به دلیل میانیهای نا مطمئن و حمایتچش ناشی، در صورت بروز حادثه آسی‌دیدگی شدید خواهد بود
X – فاقد حمایت، بسیار خطرناک